# Артим Дмитро Іванович
Дмитро Іванович Артим (нар. 1 січня 1963, Попелів, Тлумацький район, Івано-Франківська область, Українська РСР, СРСР) — український художник, голова Миколаївської обласної організації Національної спілки художників України з 2021 року.

## Біографія
Народився 1 січня 1963 року у селі Попелів Івано-Франківської області. У 1983 році закінчив художньо-педагогічне відділення Одеського державного художнього училища імені М. Б. Грекова, за фахом — викладач малювання та креслення. Педагоги з фаху — Ю. А. Коваленко та Л. Кірічек.
Після навчання разом з дружиною, Ольгою Артим, переїхав до Миколаєва, де протягом 14 років працював в художньо-конструкторському бюро ПО «Зоря», де займався як оформлювальною роботою, так і творчою — мозаїкою, декоративним розписом в петриківському стилі при виготовленні штучної сувенірної продукцієї, писав панно.
Член Миколаївської обласної організації Національної спілки художників України з 2003 року, з 2021 — її голова.

## Творчість
Творчу діяльність розпочав у 1985 році. Працює в різних жанрах станкового олійного живопису — тематична картина, портрет, але перевагу віддає пейзажному живопису.
У власності Міністерства культури України знаходиться його робота «Кукурудзяне військо», у Миколаївському художньому музеї імені В. В. Верещагіна — «Різдвяні верби». Також картини Артима зберігаються у приватних колекціях як в Україні, так і за кордоном — у Росії, Італії, Англії, Німеччині, США.

## Виставки
У виставках бере участь з 2000 року.

### Всеукраїнська художня виставка «Мальовнича Україна»
- 2000 р. м. Хмельницький — «Візерунки зими», 2000 р., п.о., 75х55,
- 2001 р. м. Івано-Франківськ — «Кукурудзяне військо», 2001 р., п.о., 75х90,
- 2002 р. м. Донецьк — «Калинонька», 2002 р., п.о., 80х100,
- 2003 р. м. Львів — «Вітер пізньої осені», 2002 р., п.о., 100х100,
- 2005 р. м. Кіровоград — «Гурзуф», 2004 р., п.о., 80х80,
- 2007 р. м. Тернопіль — «З полонини», 2001 р., п.о., 90х75,
- 2008 р. м. Дніпропетровськ — «Світає. Південний Буг», 2007 р., п.о., 80х90.

### Всеукраїнські художні виставки, присвячені пам'ятним подіям
- 2000 р. м. Київ — «55 років Перемоги» — «Пліткарки», 2000 р., п.о., 80х80,
- 2000 р. м. Київ — «День художника» — «Літо. Вечоріє», 2000 р., п.о., 80х80,
- 2000 р. м. Київ — «До 2000 — ліття Різдва Христового» — «Дзвони на Покрову», 2000 р., п.о., 80х80,
- 2001 р. м. Київ — «15 років Чорнобильської трагедії» — «Втрата», 2000 р., п.о., 80х80,
- 2001 р. м. Київ — «До дня художника» — «Полуднева спека», 2001 р., п.о., 90х75,
- 2002 р. м. Київ — «Різдвяна» — «Скоро Святий вечір», 2002 р., п.о., 100х130,
- 2006 р. м. Київ — «До дня Незалежності України» — «Вітрила юності», 2006 р., п.о., 90х90,
- 2006 р. м. Київ — «Різдвяна» — «Матусине подвір'я», 2002 р.,п.о., 100х100,
- 2007 р. м. Київ — «Різдвяна» — «Пухнаста тиша», 2007 р., п.о., 80х100,
- 2008 р. м. Київ — «До дня художника» — «Колядки», 2002 р., п.о., 127х130.

### Персональні і міжнародні художні виставки
- 2001 р. м. Миколаїв, Обласний художній музей ім. В. В. Верещагіна,
- 2002 р. Росія, станиця Алексіївська — «Пленер — 2002», «Дом казака Никодима Леонова», п.о., 65х80, «Зотовские дали», п.о., 65х80,
- 2003 р. Росія, учасник проекту «Время перемен», Творча Спілка художників Росії, Російська Академія мистецтв,
- 2004 р. м. Миколаїв, Обласний художній музей ім. В. В. Верещагіна — виставка робіт учнів Народного художника України М. О. Ряснянського,
- 2005 р. Польща, м. Білгорай — художня виставка «Пленер — 2005» — 28 творчих робіт,
- 2005 р. м. Одеса — Творчий клуб «Діалог»,
- 2008 р. м. Коктебель, Міжнародний пленерний симпозіум «Виноград, виноробство, вино, Коктебель — 2008», орг. Асоціація «Україна — Франція».

## Нагороди
Нагороджений Почесною грамотою Голови обласної державної адміністрації, — за багаторічну плідну працю в галузі культури, вагомий особистий внесок у розвиток образотворчого мистецтва, високий професіоналізм та художню майстерність.

## Родина
Дружина — Артим Ольга Марківна та донька — Артим Юлія Дмитрівна теж художники.

## Публікації
- Каталог «Время перемен», 2003 р., м. Москва, Творча Спілка художників Росії,
- Каталог «Современное искуство России», 2006 р., м. Москва, Творча Спілка художників Росії,
- Н. Смірнова, Галерея, « Семья художников. Дмитрий Артым» — Журнал ділової і політичної еліти — «Регион Юг», 2006 р., № 5 (40), ст.40-43